# Első Kraft-kormány
Az első Kraft-kormány Észak-Rajna-Vesztfália tartomány kormánya volt 2010. július 15. és 2012. június 21. között. A 2010-es állami választásokat követően az SPD és a Zöldek kisebbségi kormányt alakítottak: a kormánynak a tartományi parlamentben nem volt szavazattöbbsége, az egyes törvényjavaslatokat elfogadását a koalíción kívüli képviselők szavazataival biztosították.
2012. március 14-én a kabinet költségvetési tervezete nem kapott többséget a parlamentben. Ennek eredményeként Kraft bejelentette, hogy új választást akar kiírni: még ugyanezen a napon a tartományi parlament egyhangúlag a saját feloszlatása mellett döntött. Az új választásra 2012. május 13-án került sor: az újonnan megválasztott parlamentben a korábbi vörös-zöld koalíciónak immár többsége lett, és a koalíciós együttműködés a második Kraft-kormány alatt folytatódott.

## Összetétel
| Hivatal                                                        | Kép                                                        | Név                    | Párt   | Párt                                | Államtitkárok                                     |
| -------------------------------------------------------------- | ---------------------------------------------------------- | ---------------------- | ------ | ----------------------------------- | ------------------------------------------------- |
| Miniszterelnök                                                 |                                                            | Hannelore Kraft        |        | SPD                                 | Franz-Josef Lersch-Mense (a kancellária vezetője) |
| Miniszterelnök                                                 | Thomas Breustedt (kormányszóvivő)                          | Hannelore Kraft        |        | SPD                                 |                                                   |
| Miniszterelnök-helyettes                                       |                                                            | Sylvia Löhrmann        |        | Zöldek                              |                                                   |
| Oktatásügy                                                     | Ludwig Hecke                                               | Sylvia Löhrmann        |        | Zöldek                              |                                                   |
| Pénzügy                                                        |                                                            | Norbert Walter-Borjans |        | SPD                                 | Rüdiger Messal                                    |
| Belügy és önkormányzatiság                                     |                                                            | Ralf Jäger             | SPD    | Hans-Ulrich Krüger                  |                                                   |
| Igazságügy                                                     |                                                            | Thomas Kutschaty       | SPD    | Brigitte Mandt (2012. január 25-ig) |                                                   |
| Igazságügy                                                     | Karl-Heinz Krems (2012. május 26-tól)                      | Thomas Kutschaty       | SPD    |                                     |                                                   |
| Gazdaság, energia, építésügy, lakhatás és közlekedés           |                                                            | Harry Voigtsberger     | SPD    | Günther Horzetzky                   |                                                   |
| Gazdaság, energia, építésügy, lakhatás és közlekedés           | Horst Becker (parlamenti államtitkár, 2012. március 14-ig) | Harry Voigtsberger     | SPD    |                                     |                                                   |
| Innováció, tudomány és kutatás                                 |                                                            | Svenja Schulze         | SPD    | Helmut Dockter                      |                                                   |
| Munka, integráció és szociális ügyek                           |                                                            | Guntram Schneider      | SPD    | Wilhelm Schäffer Zülfiye Kaykin     |                                                   |
| Család, gyerekek, fiatalok, kultúra és sport                   |                                                            | Ute Schäfer            | SPD    | Klaus Schäfer                       |                                                   |
| Klímavédelem, környezet, agrár, természet- és fogyasztóvédelem |                                                            | Johannes Remmel        |        | Zöldek                              | Udo Paschedag                                     |
| Egészségügy, emancipáció, gondozás és idősügy                  |                                                            | Barbara Steffens       | Zöldek | Marlis Bredehorst                   |                                                   |
| Szövetségi és Európa-ügyek, média                              |                                                            | Angelica Schwall-Düren |        | SPD                                 | Marc Jan Eumann                                   |

## Fordítás
- Ez a szócikk részben vagy egészben  a   Kabinett Kraft I című német Wikipédia-szócikk ezen változatának fordításán alapul.  Az eredeti cikk szerkesztőit annak laptörténete sorolja fel. Ez a jelzés csupán a megfogalmazás eredetét és a szerzői jogokat jelzi, nem szolgál a cikkben szereplő információk forrásmegjelöléseként.